# Holzstich

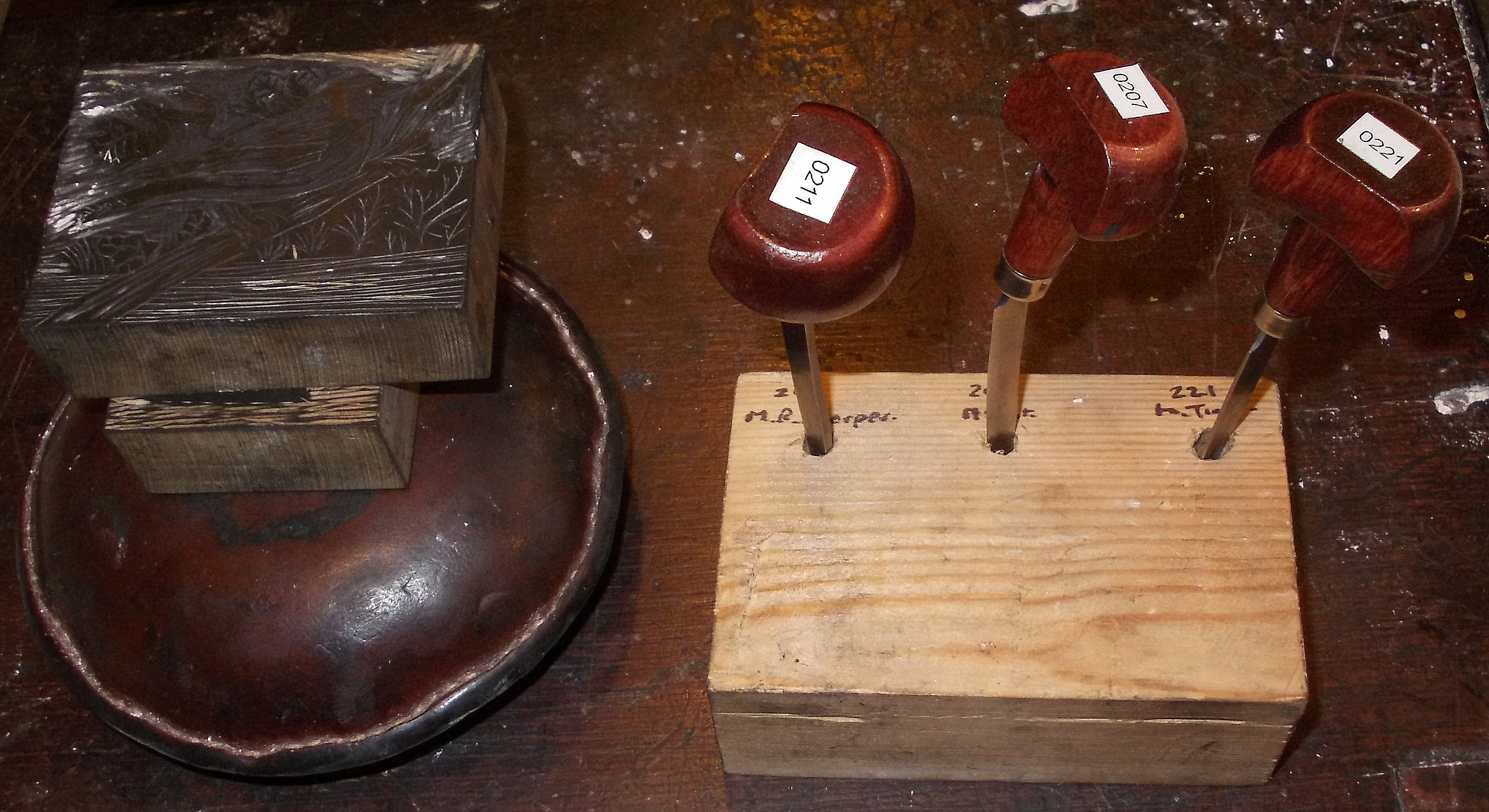
Lederkissen, Stichel und zwei bearbeitete Holzblöcke

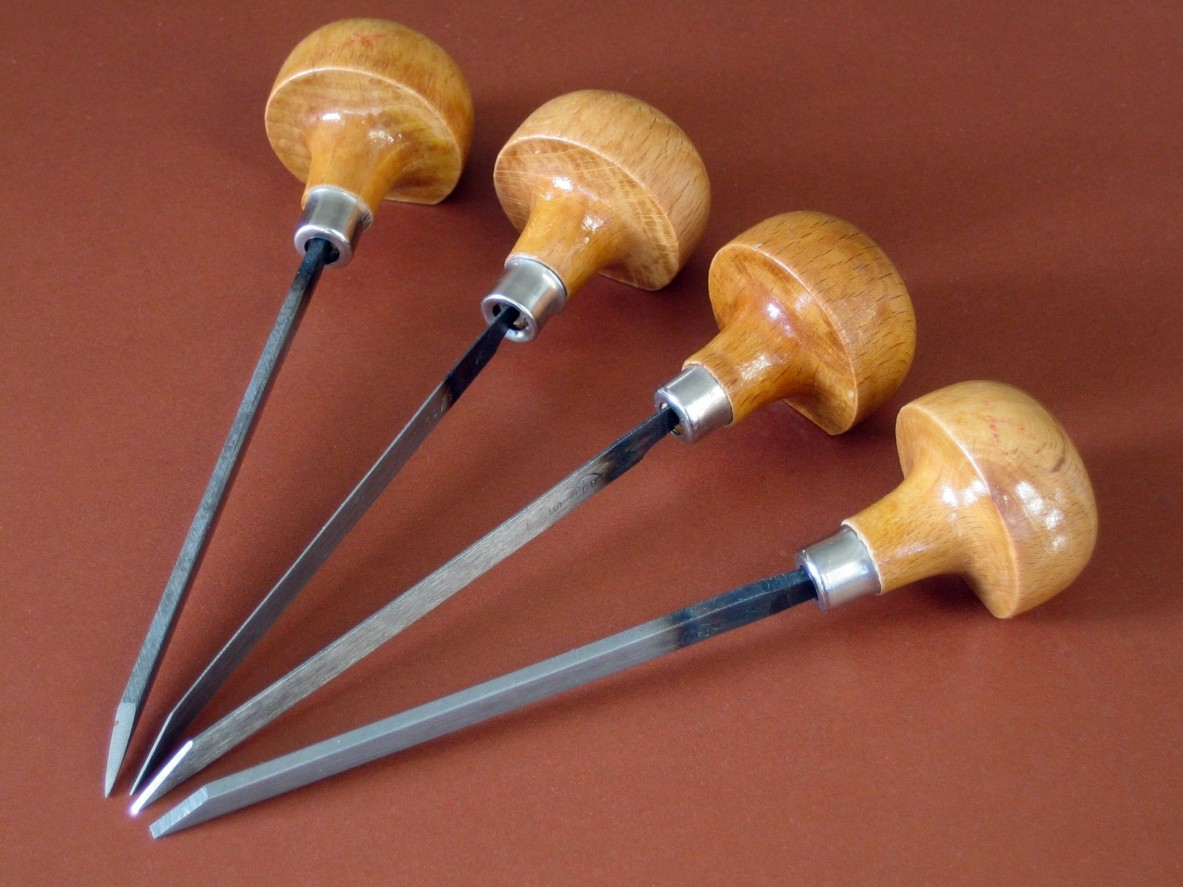
Vier verschiedene Holzstichel

Der Holzstich (begrifflich etwas ungenau auch als Xylographie bezeichnet), auch Holzriss, ist eine heute nur noch zu künstlerischen Zwecken gebräuchliche Methode des Hochdruckverfahrens, die gegen Ende des 18. Jahrhunderts von Thomas Bewick aus dem Holzschnitt entwickelt wurde.
Mit dem Zeitalter der Aufklärung begann eine Epoche, in der die Nachfrage nach Zeitschriften und Büchern Druckauflagen in bisher unbekannter Höhe erforderlich machte. Für Veröffentlichungen aller Art, besonders aber für populärwissenschaftliche Darstellungen benötigte man preisgünstige, gleichzeitig aber differenzierte, aussagekräftige Illustrationen. Zweihundert Jahre zuvor hatte der Kupferstich den Holzschnitt als vorherrschende Technik zur Vervielfältigung von Abbildungen abgelöst. Den neuen Anforderungen konnte der Kupferstich jedoch nur schwer nachkommen, denn er war aufwendig in der Herstellung, also teuer, und für hohe Auflagen wenig geeignet. Da es sich beim Kupferstich um ein Tiefdruckverfahren handelt, die Texte im Buchdruck jedoch in einem Hochdruckverfahren erstellt wurden, mussten im Kupferstich erstellte Abbildungen separat vom Text gedruckt werden und wurden üblicherweise als Tafeln nachträglich hinzugefügt.
Der englische Graphiker und Graveur Thomas Bewick (1753–1828) entwickelte daher eine kostengünstigere und ähnlich leistungsfähige Reproduktionstechnik. Dafür griff er wieder auf das Holz als Material zurück, revolutionierte aber die Verfahren seiner Anwendung. Der Holzschnitt war ein Hochdruckverfahren und ermöglichte es daher, die Abbildungen in den Satz einzufügen und mit ihm gemeinsam zu drucken.
Für den klassischen Holzschnitt wurden meist relativ weiche Obstbaumhölzer verwendet, die wie übliche Bretter in Richtung der Holzfaser gesägt worden waren (Langholz). Schnitt- und Kerbmesser sowie – für größere Flächen – Stemm- und Hohleisen waren die Werkzeuge, mit denen jene Partien tiefergelegt wurden, die später nicht drucken sollten. Mit dieser Technik ließen sich kräftige graphische Wirkungen erzielen, nicht aber feine Abstufungen von Hell und Dunkel und detaillierte Bilder in kleinen Formaten – sehr schmale Stege wären im weichen, längs gemaserten Holz weggebrochen.
Mit der Wahl eines harten Holzes, das quer zur Faser aufgeschnitten ist, schaffte sich Bewick nun eine harte Oberfläche, die ähnlich wie beim Kupferstich mit Sticheln bearbeitet werden konnte, feine Tonabstufungen erlaubte und die Darstellung feinster Details möglich machte – und erfand so den Holzstich.

## Die Entwicklung des Holzstiches

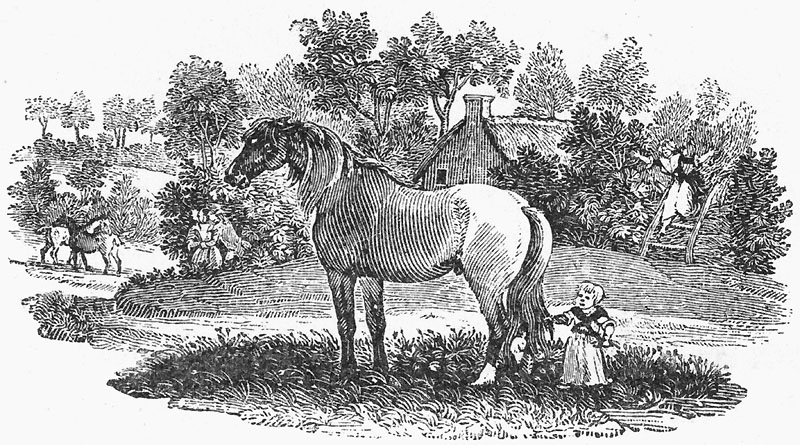
Holzstich von Thomas Bewick

Mit der Weiterentwicklung des Kupferstichs verlor der Holzschnitt als das ältere xylographische Verfahren seine Bedeutung als künstlerisches Ausdrucksmittel. Der Kupferstich erlaubte im Vergleich zum Holzschnitt eine feinere Tonabstufung und detailliertere Darstellung: Beim Holzschnitt entsteht Dunkelheit und Helligkeit allein durch Breite und Abstand der druckenden Linienstege. Beim Kupferstich dagegen bestimmt die Tiefe der eingegrabenen Linien die Stärke und Gradierung der Dunkelheiten. Der Kupferstich war damit das für einen Künstler interessantere Medium. Dies änderte sich erst, als gegen Ende des 18. Jahrhunderts der englische Graphiker Thomas Bewick die bisher gültigen Formschnittregeln auf den Kopf stellte und damit den Holzschnitt revolutionierte.
Thomas Bewick begann als erster damit, seine Motive nicht wie vordem üblich in die gemaserten, ungefähr faserparallelen Längsflächen zu schneiden, sondern quer zur Faser in das sogenannte Hirn- oder Stirnholz der Blöcke von Harthölzern wie Buchsbaum zu stechen. Auch verwendete er hierfür andere Werkzeuge, nämlich Stichel mit unterschiedlichen, meist V-förmigen Querschnitten. Diese Werkzeuge stammten aus der Kupferstichtechnik. Ein Arbeiten mit Sticheln ist effektiv – bei jedem Schub ersetzen sie zwei Messerschnitte. Jedoch ist der Holzstich im Unterschied zum Kupferstich ein Hochdruckverfahren, das heißt, zu druckende Flächen und Linien werden stehengelassen und jene Bereiche entfernt, die später weiß erscheinen.
Das Hirnholz bot dem Stichel in jeder Richtung den gleichen, gut kontrollierbaren Widerstand. Vor allem aber erlaubte es Parallel- und Kreuzlinien von bisher im Holzschnitt unerreichbarer Dichte und Präzision und damit die Darstellung feinster Tonabstufungen und Details. Sogar kleinste Elemente konnten nicht mehr ausbrechen, weil sie mit den senkrecht stehenden Fasern fest in der Holzplatte verankert waren. Dies alles ermöglichte eine differenzierte Tonabstufung, die den Holzstich dem Kupferstich gleichwertig machte. Der aus Hirnholz hergestellte Druckstock kam in seiner Härte dem Stahl nahe und übertraf damit sogar das Kupferblech.
Bewick selbst schuf meist kleinformatige, künstlerisch-illustrative Abbildungen, an denen die neue Technik zwar ablesbar ist, die aber in der Anmutung noch starke Ähnlichkeit mit dem hergebrachten Holzschnitt aufweisen. Mit der Verfeinerung der Methode verlor sich dieser Eindruck.

### Aufstieg des Holzstichs im 19. Jahrhundert durch den Tonstich

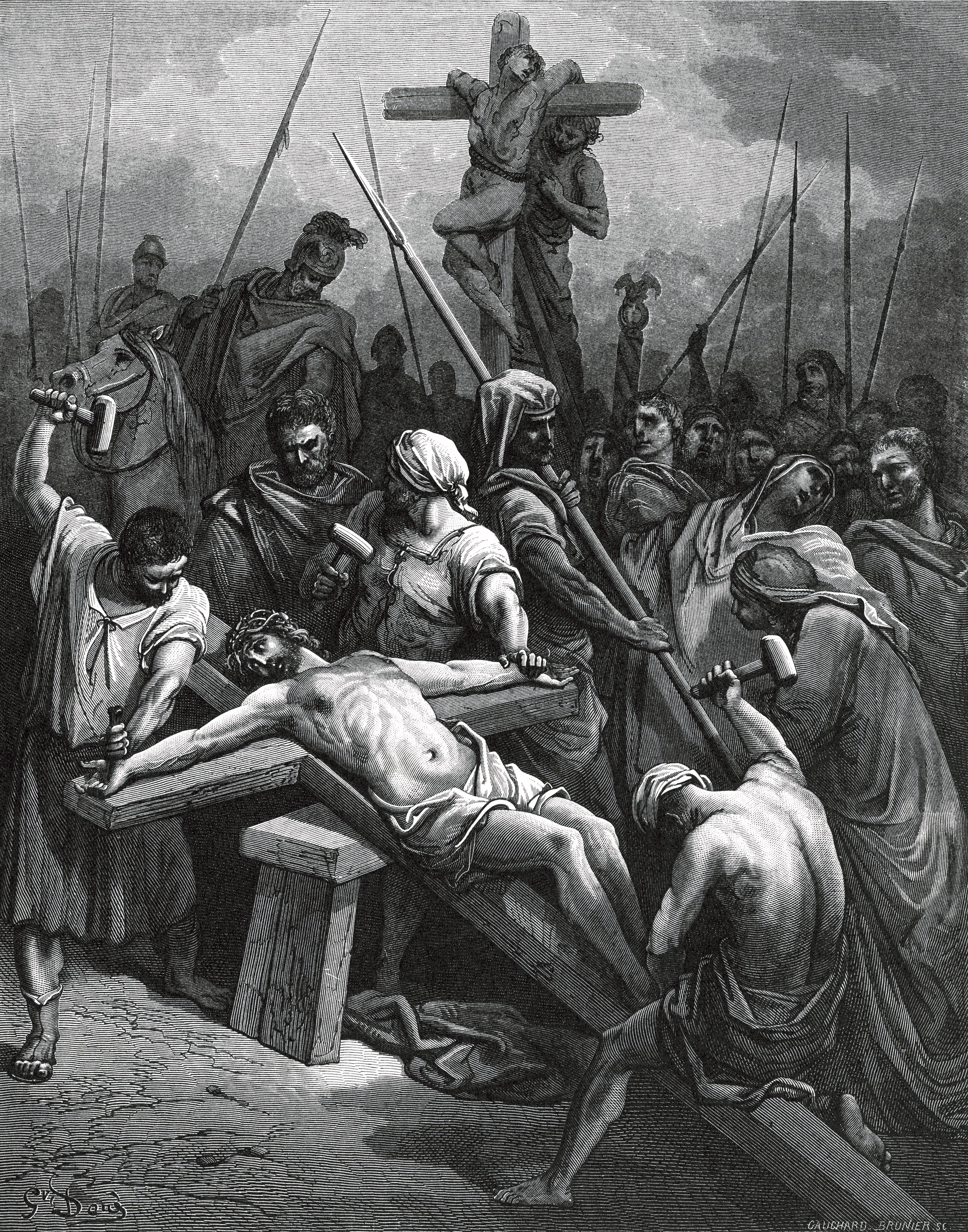
Die neue Technik des Tonstichs in Kreuzigung von Gustave Doré.

Holzstich nach Fotovorlage in einem Buch über Anthropologie

Die Xylographie wurde zur meist verwendeten Reproduktionstechnik für Illustrationen im 19. Jahrhundert. Handwerklich perfekte, gesellschaftlich angesehene und hochbezahlte Facharbeiter sorgten dafür, dass die ständig wachsende Nachfrage nach gedruckten Bildern befriedigt werden konnte.
Gustave Doré führte in Zusammenarbeit mit seinen Xylographen, die jeden Stich signierten, den sogenannten Tonstich zu einer großen Perfektion. Während der übliche Holzstich wie eine reproduzierte Federzeichnung wirkt, können im Tonstich durch mehr oder weniger dicht gestochene Linien feinste Hell-Dunkel-Abstufungen erzeugt werden, so dass der Eindruck einer lavierten Tuschzeichnung entsteht. In der zweiten Jahrhunderthälfte wurden sogar Fotografien mit ihren hochdifferenzierten Tonwerten in den Tonstich übertragen. Daneben lieferten Künstler wie Honoré Daumier und Gustave Doré in Frankreich, Ludwig Richter und Adolph Menzel in Deutschland Zeichnungen mit detaillierten Angaben für die Umsetzung in den Tonstich. Gerade Menzel beklagte aber auch die nüchterne Routine, zu der das Handwerk der Xylographen vielfach erstarrt war.
Die für die Wiedergabe von Graustufen im Massendruck erforderliche Rastertechnik war noch nicht erfunden und so mussten Fotografien zu Holzstichen übertragen werden. Das harte Hirnholz gestattete unmittelbare Druckauflagen von 100.000 Stück und mehr. Oft wurde aber der Original-Holzstich gar nicht mehr für den eigentlichen Druck benutzt, sondern nur noch für die Herstellung von Kopien, von denen man dann drucken konnte. Gebräuchlich waren Stereotypien oder Klischees, die verminderte, aber für die meisten Zwecke ausreichende Qualität lieferten, oder galvanoplastische Kopien, deren Druckergebnisse vom Original kaum zu unterscheiden waren.
Im 19. Jahrhundert bezeichneten sich Firmen oder Künstlerateliers als „Xylographische Anstalt“ („XA“ oder „X.A.“ als Ergänzung von Signets auf Holzstichdrucken), zum Beispiel Johann Gottfried Flegel, Richard Brend’amour und Eduard Hallberger.

### Entwicklung seit 1900
Um 1900 setzte sich das fotomechanisch gerasterte Klischee durch. Der Holzstich wurde zuerst in Presseerzeugnissen, später auch in anderen Bereichen verdrängt, hielt sich aber vereinzelt als kommerzielle Anwendung bis weit ins 20. Jahrhundert hinein; noch in den 1960er Jahren war er wegen seiner klaren, bestimmten Darstellungen in manchen Werbekatalogen, Dokumentationen und Fachliteratur zu finden.
Verschiedene Graphiker trugen im 20. Jahrhundert zur künstlerischen Erneuerung des Holzstichs bzw. des Holzrisses bei. Zu nennen sind hier:
- Wladimir Faworski (1886–1964), zeitweilig Dozent an einer avantgardistischen Schule für Design in Moskau.
- Imre Reiner (1900–1987), Maler, Graphiker und Typograph, der in Frankfurt, Stuttgart, später in London, Paris, New York und Chicago tätig war.
- Karl Rössing (1897–1987), geboren als Sohn deutscher Eltern in Gmunden/Österreich, der in Essen, Berlin und Stuttgart lehrte.
- Werner Klemke (1917–1994), Buchkünstler und Hochschullehrer an der Kunsthochschule Berlin-Weißensee.
- Ursula Wendorff-Weidt (1919–2000), geboren und gestorben in Berlin, Malerin, Graphikerin und Buchillustratorin.
- Otto Rohse (1925–2016), Graphiker und Buchkünstler in Hamburg.
- Werner Wittig (1930–2013), Druckgraphiker in Radebeul.
- Hans-Joachim Behrendt (* 1937), Holzstecher und Kinderbuch-Illustrator